# Bibi Lolo
Pour les articles homonymes, voir Bibi et Lolo.
Bibi Lolo ou Bibi-Lolo de Saint-Malo est un personnage apparu au XIXe siècle, notamment dans le théâtre de marionnettes du nord de la France.
Ce marin est le héros d'une série de romans populaires d'aventures pour enfants, Voyages et aventures de Bibi-Lolo écrits par Jean La Cassière et publiés par Baudinière dans les années 1930. La liste des titres est la suivante (à compléter) : 
- N.1 - Le testament mystérieux (193?)
- N.2 - A l'assaut du Mont Saint-Michel (193?)
- N.3 - Une étrange disparition (193?)
- N.4 - Le Supplice de Pierre Tydu (1935)
- N.5 - Le docteur Satan (1935)
- N.6 - L'inspecteur Réno (1935)
- N.7 - L'autogyre 34
- N.8 - La goélette « Qui-Qu'en-Grogne » (1935)
- N.9 - La naufragée des sables
- N.10 - L'enfer de la soif (1935)
- N.11 - Le drame de Bidon V (1935)
- N.12 - Le pétrole sanglant (1935)
- N.13 - Le râtelier d'un notaire (1935)
- N.14 - Le roi des cannibales (1935)
- N.15 - La revanche des crocodiles (1935)
- N.16 - Bataille sur le Nil (1935)
- N.17 - L'évasion d'un « Fritz » (1935)
- N.18 - La momie vivante (1935)
- N.19 - Goélette contre sous-marin (1935)
- N.20 - Sauvetage d'un Rajah (1935)
- N.21 - L'héritière du diamant bleu (1935)
- N.22 - La résurrection du Dr Satan (1935)
- N.23 - Les bûchers de Bénarès (1936)
- N.24 - La tragédie d'Angkor (1936)
- N.25 - La trahison du mandarin (1936)
- N.26 - Marius chez les papous (1936)
- N.27 - L'attaque des vampires (1936)
- N.28 - Le trésor des Kergaël (1936)
- N.29 - L'exécution de Bibi-Lolo (1936)
- N.30 - La vengeance de Séta (1936)

À la fin des années 1940, une réédition en albums comportant plusieurs fascicules est parue sous le titre : Le tour du monde d'un gars de la marine.

## Comptine
Bibi Lolo est aussi l'objet d'une comptine.

Bibi Lolo

De Saint Malo

Qui tue sa femme

À coups de couteau

Qui la console

À coups de casserole

Qui la guérit

À coups de fusil 